# 由利本荘市立尾崎小学校
由利本荘市立尾崎小学校（ゆりほんじょうしりつ おざきしょうがっこう）は、秋田県由利本荘市桜小路にある公立小学校。

## 概要
- 1987年（昭和62年）10月20日 - 教育長が学区の再編成について学区審議会へ諮問[1]。
- 1988年（昭和63年）10月24日 - 鶴舞小、新山小、仮称第三小の新学区を答申[1]。

- 1989年（平成元年）3月25日 - 答申を受けて市教育委員会は，尾崎小学校の新しい学区を決定[1]。
- 1990年（平成2年）- 秋田県立本荘高等学校の旧校舎跡地に建設されることが決定[1]。

- 1991年（平成3年）- 本荘市立鶴舞小学校を分割し、本荘市立尾崎小学校として設立[1]。

- 2005年（平成17年）3月22日、由利本荘市の発足にともない、本荘市立尾崎小学校から由利本荘市立尾崎小学校へ改称[1]。

- 2026年（令和8年）、児童数減少のため新設される由利本荘市立本荘東小学校と由利本荘市立鶴舞小学校に再編されることが決定したため、閉校することが決まっている。ただし、校舎については、由利本荘市立鶴舞小学校として活用される[2][3]。

## 経営の基調
{{Quotation|夢・喜び・ハーモニー

## 沿革
以下、注釈の無い項目は学校の公式サイトの情報によるもの。
- 1991年（平成3年）
  - 2月8日 - 校章制定。
  - 4月1日 - 開校。
  - 4月4日 - 開校式・始業式を挙行。
  - 6月25日 - 低学年棟が完工。
  - 7月31日 - 体育館完成。
  - 8月10日 - 玄関屋上へブロンズの校章取り付け。
  - 9月10日 - 校歌完成。
  - 9月13日 - 体育館完成記念山形交響楽団による「おめでとうコンサート」開催。
  - 10月1日
    - 校旗と校歌の完工式挙行[5]。
    - 竣工祝賀会を挙行（この日を開校記念日とする）

  - 11月19日 - 創立記念「尾崎フェスティバル・夢のパレード」開催。本荘市内を練り歩いた。

- 1992年（平成4年）
  - 4月1日 - 前庭環境整備完成。
  - 5月13日- 本荘東ロータリークラブが「ニュートンのりんごの木」植樹。
  - 10月30日 - 第27回秋田県小・中学校教頭会研究大会本荘大会開催
  - 11月30日 - プール完成。
  - 12月2日 - ウラジオストック市友好使節団学校視察。
- 1993年（平成5年）
  - 4月6日 - グラウンド改修工事完成。
  - 4月16日 - 本荘ロータリークラブよりグラウンドへ「ソーラー時計」寄贈。
  - 4月29日 - グラウンド竣工大運動会を開催。
  - 7月5日 - プール新設全校児童初泳ぎ。

- 1994年（平成6年）7月3日 - 第8回子ども会少年会育成指導者研修会を開催。
- 1995年（平成7年）
  - 11月7日 - ユニセフキャラバン来校。
  - 11月8日 - ハンガリー共和国国会議員コーシャ・フェレンツ氏来校。
- 1996年（平成8年）2月23日 - ハンガリー共和国特命全権大使シュディー・ゾルタン氏来校。児童と交流。

- 1997年（平成9年）
  - 4月7日 - 午前5時間制本格実施。
  - 9月25日 - 韓国梁山市長一行来校。
  - 10月18日 - 花巻市立石鳥谷小学校訪問。

- 1998年（平成10年）
  - 4月30日 - ハンガリー共和国からの中学生10名学校訪問。
  - 8月29日 - ハンガリー共和国ヴァーツ市長来校。
- 1999年（平成11年）11月20日 - ふるさと子どもドリーム支援事業実施。

- 2000年（平成12年）
  - 6月20日 - 小・保・幼連携協議会発足。
  - 7月17日 - ハンガリー中学生9名との交流会。
  - 8月31日 - ワールドゲームズ語学ボランティア研修開校式。
  - 10月21日 - ふるさと子どもドリームアップ事業・すくすく農園アーチ除幕式。

- 2001年（平成13年）
  - 7月21日 - 創立10周年記念スクールソング「HAPPY」発表会。
  - 8月4日 - ふるさと子どもドリームアップ事業・「ドリームランド遊具」完成。
  - 9月26日 - ニューウェーブ＆体育学習「純子と一緒」・マラソンの浅利純子さん来校[6]
  - 9月29日 - 創立10周年記念式典・記念祝賀会開催[7]。
  - 10月20日 -10周年記念尾崎フェステバル開催[8][9]。
- 2002年（平成14年）
  - 4月4日 - 学校週5日制の完全実施、15分モジュール制の導入。
  - 4月24日 - 4月24日 - 読書活動に対し文部科学大臣賞受賞。

- 2004年（平成15年）
  - 2月25日 - あいさつ運動受賞校「あいさつ日本一のまちづくりをすすめる会」
  - 10月6日 - 第11回東北小学校生活科・総合的な学習教育研究協議大会開催。
- 2005年（平成17年）
  - 3月22日 - 由利本荘市誕生。由利本荘市立尾崎小学校へ改称。
  - 卒業生の進学先が、由利本荘市立本荘東中学校開校により、由利本荘市立本荘南中学校と二分化。

- 2006年（平成18年）
  - 1月24日 - ボランティア活動優良校受賞「国際ソロプチミスト本荘」。
  - 4月1日 -  2学期制施行。

- 2007年（平成19年）11月20日 - 学校給食優良校として文部科学大臣賞受賞。
- 2008年（平成20年）9月25日 - ドリーム体験チャレンジプロジェクト事業で坪田先生による算数授業提示。

- 2009年（平成21年）
  - 11月10日 - 全国学校体育研究大会において学校体育優良校表彰。
  - 11月28日 - 秋田県学び方研究会「研究発表会」実施。

- 2011年（平成23年）10月1日 - 創立20周年記念式典・記念演奏会開催[10]。

- 2012年（平成24年）
  - 7月28日 - 県バンドフェスティバル 優秀賞[11]。
  - 10月21日 - TBCこども音楽コンクール東北大会出場 優良賞[12]。

- 2013年（平成25年）9月14日 - 全日本吹奏楽コンクール 第56回東北大会 銅賞受賞[13][14][15]。

- 2014年（平成26年）
  - 9月13日 - 全日本吹奏楽コンクール第57回東北大会 銅賞受賞[16][17]。
  - 11月8日 - 秋田県学力向上フォーラム開催・全学級による授業提示。

- 2015年（平成27年）
  - 9月12日 - 全日本吹奏楽コンクール第58回東北大会 銅賞受賞[18][19]。
  - 男子走り高跳び・走り幅全国大会出場[20]。
- 2016年（平成28年）
  - 6月8日 - 人権の花植栽式開催。
  - 女子走幅跳全国大会出場[20]。
- 2017年（平成29年）- 全国児童才能開発コンテスト科学部門学校奨励賞受賞[20]。

- 2018年（平成30年）
  - PTA広報紙全国奨励賞受賞（3年連続）[20]。
  - 全国青少年読書感想コンクール学校賞受賞[20]。
- 2019年（令和元年） - タイ王国学校訪問[20]。

- 2021年（令和3年）10月8日 - 創立30周年記念集会開催[20][21]。

- 2023年（令和5年）9月2日 - 第65回東北吹奏楽コンクールにて銀賞受賞（8年ぶりの東北大会出場）[22][23][24]。
- 2025年（令和7年）
  - 1月25日 - 東北バンドフェスティバル出場[25][26]。
  - 2月9日 - 第52回東北アンサンブルコンテストにて金管六重奏 銀賞受賞[27]。
  - 5月15日 - 閉校記念大運動会開催[28]。
  - 9月6日 - 第68回東北吹奏楽コンクール 出場。
  - 9月30日 - 閉校記念式典挙行（予定）[29]。
  - 10月25日 - 閉校記念学習発表会実施（予定）[29]。
- 2026年（令和8年）3月31日 - 閉校。

## 校歌・スクールソング
- 【校歌】「あしたのメッセージ」作詞：大友康二、作曲：小野崎康輔[30]
- 【スクールソング】「HAPPY〜夢の探検隊〜」作詞：尾崎小学校児童会、作曲：津雲優[7]
創立10周年の際に制作された。学習発表会の開会式で毎年歌われている。

## 尾崎音頭
開校当時から運動会の午前中の最後のプログラムで行われている。

## 児童数・学級数
| 年度                      | 男子 | 女子 | 計  | 増減 | 学級数 | 増減 | 備考           | 出典・参考資料 |
| ------------------------- | ---- | ---- | --- | ---- | ------ | ---- | -------------- | -------------- |
| 1991（平成3）年度         | 不明 | 不明 | 689 |      | 21     |      | 創立           | [ 31 ]         |
| 1992（平成4）年度         | 不明 | 不明 | 680 | -9   | 不明   | 不明 |                | [ 31 ]         |
| 1993（平成5）年度         | 不明 | 不明 | 654 | -26  | 不明   | 不明 |                | [ 31 ]         |
| 1994（平成6）年度         | 不明 | 不明 | 653 | -1   | 不明   | 不明 |                | [ 31 ]         |
| 1995（平成7）年度         | 不明 | 不明 | 662 | +9   | 不明   | 不明 |                | [ 31 ]         |
| 1996（平成8）年度         | 不明 | 不明 | 643 | -19  | 不明   | 不明 |                | [ 31 ]         |
| 1997（平成9）年度         | 不明 | 不明 | 610 | -33  | 不明   | 不明 |                | [ 31 ]         |
| 1998（平成10）年度        | 不明 | 不明 | 609 | -1   | 不明   | 不明 |                | [ 31 ]         |
| 1999（平成11）年度        | 不明 | 不明 | 604 | -5   | 20     |      |                | [ 32 ]         |
| 2000（平成12）年度        | 不明 | 不明 | 591 | -13  | 20     | 0    |                | [ 33 ]         |
| 2001（平成13）年度        | 326  | 287  | 613 | +22  | 22     | +2   | 創立10周年     | [ 34 ]         |
| 2002（平成14）年度        | 331  | 292  | 623 | +10  | 21     | -1   |                | [ 35 ]         |
| 2003（平成15）年度        | 322  | 313  | 635 | +12  | 22     | +1   |                | [ 36 ]         |
| 2004（平成16）年度        | 349  | 323  | 672 | +27  | 23     | +1   |                | [ 37 ]         |
| 2005（平成17）年度        | 344  | 334  | 678 | +6   | 24     | +1   | 由利本荘市誕生 | [ 38 ]         |
| 2006（平成18）年度        | 341  | 332  | 673 | -5   | 21     | -3   |                | [ 39 ]         |
| 2007（平成19）年度        | 325  | 325  | 650 | -23  | 21     | 0    |                | [ 40 ]         |
| 2008（平成20）年度        | 328  | 320  | 648 | -2   | 23     | +2   |                | [ 41 ]         |
| 2009（平成21）年度        | 333  | 308  | 641 | -7   | 23     | 0    |                | [ 42 ]         |
| 2010（平成22）年度        | 322  | 301  | 623 | -18  | 22     | -1   |                | [ 43 ]         |
| 2011（平成23）年度        | 315  | 286  | 601 | -22  | 22     | -1   | 創立20周年     | [ 44 ]         |
| 2012（平成24）年度        | 301  | 295  | 596 | -5   | 23     | +1   |                | [ 45 ]         |
| 2013（平成25）年度        | 280  | 292  | 572 | -21  | 22     | -1   |                | [ 46 ]         |
| 2014（平成26）年度        | 277  | 281  | 558 | -14  | 20     | -2   |                | [ 47 ]         |
| 2015（平成27）年度        | 263  | 287  | 550 | -8   | 20     | 0    |                | [ 48 ]         |
| 2016（平成28）年度        | 262  | 276  | 538 | -12  | 20     | 0    |                | [ 49 ]         |
| 2017（平成29）年度        | 260  | 277  | 537 | -1   | 20     | 0    |                | [ 50 ]         |
| 2018（平成30）年度        | 272  | 275  | 547 | +10  | 20     | 0    |                | [ 51 ]         |
| 2019（平成31/令和元）年度 | 266  | 263  | 529 | -18  | 20     | 0    |                | [ 52 ]         |
| 2020（令和2）年度         | 267  | 257  | 524 | -5   | 20     | 0    |                | [ 53 ]         |
| 2021（令和3）年度         | 266  | 259  | 525 | +1   | 21     | +1   | 創立30周年     | [ 54 ]         |
| 2022（令和4）年度         | 252  | 264  | 516 | -9   | 22     | +1   |                | [ 55 ]         |
| 2023（令和5）年度         | 238  | 240  | 478 | -38  | 20     | -2   |                | [ 56 ]         |
| 2024（令和5）年度         | 236  | 235  | 471 | -7   | 21     | +1   |                | [ 57 ]         |
| 2025（令和6）年度         |      |      | 493 | +22  | 20     | -1   | 閉校           |                |

## 著名な出身者
- 生駒里奈（女優、元乃木坂46）08年卒

## 進学先の中学校
- 由利本荘市立本荘東中学校（由利本荘市薬師堂字境橋77）[58]
- 由利本荘市立本荘南中学校（由利本荘市水林466）[58]

## 学区
桜小路、東町、谷地町、南花畑町、北花畑町、駅前、本田仲町、赤沼、梵天、大の道、蓼沼、東御門町、御門町

## アクセス

### 鉄道
- JR羽越本線 - 羽後本荘駅からで徒歩約10分

### バス
- 「桜小路バス停」（羽後交通）下車 徒歩3分

## 姉妹校
- 花巻市立石鳥谷小学校[59]

交流の歴史
- 1997年（平成9年）- 金管バンド26名が本校訪問。
- 1998年（平成10年）- 学校公開研究会に本校から3名の職員が視察。
- 1999年（平成11年）- 石鳥谷小20周年記念フェスティバルに吹奏楽部が友情出演。
- 2000年（平成12年）- 石小人権フォーラムに本校から校長・教諭１名視察
- 2001年（平成13年）- 創立10周年記念フェスティバルに、校長・教諭・児童会役員 PTA役員が参加し、学校紹介を行う。
- 2009年（平成21年）- 本校全国学び方研究会に医師鳥谷小から教諭4名が参加。

児童の活動紹介・学校運営計画書・学校要覧・校内研究資料等の交換による交流を続けている。